# Польмін (Дрогобич)
«Польмін» (пол. K.S. Polmin Drohobycz) — робітничий футбольний клуб з Дрогобича. Згодом існував під назвою «Польмін-Стшелєц».

## Історія
У 1926 році за ініціативи директора заводу Адама Нєкраша при «Польмін» було створено спортивний клуб. Проте рік приблизний, точного не збереглося. Відомо, що в місцевій пресі в січні 1927 року зазначалося, що команда постала недавно.
Починаючи з 1927 року, команда проводила переважно товариські матчі проти команд із Дрогобича, Борислава та Стрия. Найчастіше зустрічаючись із бориславським «Ропником». 
За цей період здобута одна з історичних перемог клубу: 11:0 проти одного зі стрийських колективів. Найрезультативніша перемога була здобута в травні 1927 року, коли на власному стадіоні (сьогодні «Каменяр») «Польмін» розгромив стрийську команду W. K. S. 6 p. s. p. із рахунком 11:0.
Починаючи з сезону 1936/1937 років «Польмін-Стшелєц» почав вступати в першостях ЛОФС.
Найімовірніше, клуб припинив існування в 1939 році.

## Таблиці Першості Львівської окружної футбольної спілки

### 1936/1937рр., клас В, Підкарпатська підокруга, група Дрогобич— Самбір[3].
| М | Команди                      | І | В | Н | П | М'ячі | О |
| 1 | «Б'ялі» (Борислав)           | 6 | 3 | 2 | 1 | 14:5  | 8 |
| 2 | «Ватра» (Дрогобич)           | 6 | 3 | 1 | 2 | 10:6  | 7 |
| 3 | «Стшелєц-Польмін» (Дрогобич) | 6 | 3 | 0 | 3 | 9:11  | 6 |
| 4 | Т.U.R. (Дрогобич)            | 6 | 1 | 1 | 4 | 8:20  | 3 |

### 1937/1938рр., клас В, Підкарпатська підокруга, група Дрогобич— Стрий, перша група[4].
| М | Команди                      | І | В | Н | П | М'ячі | О |
| 1 | Т.U.R. (Дрогобич)            | 4 | 2 | 1 | 1 | 7:5   | 5 |
| 2 | «Стшелєц-Польмін» (Дрогобич) | 4 | 1 | 2 | 1 | 9:9   | 4 |
| 3 | «Ватра» (Дрогобич)           | 4 | 1 | 1 | 2 | 6:8   | 3 |

### 1938/1939рр., клас В, Підкарпатська підокруга, група Дрогобич— Стрий, перша група.
Місце у турнірній таблиці невідоме. Переможцем групи став «Ґази Зємни» (Східниця).

## Президент клубу
- Лімбах (1926 — ?), інженер заводу «Польмін».